# Dziekaniszki
Dziekaniszki (lit. Dekaniškės) – wieś na Litwie, w rejonie wileńskim, 9 km na północny wschód od Ławaryszek, zamieszkana przez 70 osób. Przed II wojną światową w Polsce, w powiecie wileńsko-trockim województwa wileńskiego.

## Historia
Pierwsza wzmianka o wsi pochodzi z 1412, wówczas Dziekaniszki zostały wydzielone z obszaru wielkoksiążęcych ziem, a czynsz z nich przeznaczony na utrzymanie urzędu dziekana Kapituły Wileńskiej. Od tego czasu miejscowy majątek z osiedlem został nazwany Dziekaniszkami. Dobra prestymonialne prałata-dziekana kapituły wileńskiej.  Podczas II wojny światowej ukrywał się tu wypędzony z Rubna Jan Konrad Obst, redaktor i historyk - założyciel Muzeum Adama Mickiewicza w Wilnie. Obecnie zabudowa liczy 20 domostw, które zamieszkują osoby narodowości polskiej.
W dwudziestoleciu międzywojennym leżały w Polsce, w województwie wileńskim, w powiecie wileńsko-trockim, do 1 kwietnia 1927 w gminie Bystrzyca, następnie w gminie Mickuny.
Po II wojnie światowej w granicach Związku Sowieckiego. Od 1991 na niepodległej Litwie.